# Leptosiphon parviflorus
Leptosiphon parviflorus (sinónimo homotípico de Linanthus parviflorus) es una especie de planta de la familia Polemoniaceae.

## Distribución
La planta es endémica de California y crece desde el nivel del mar hasta los 1.200 metros (3.900 pies) de altura. Está muy extendida y es común en muchos tipos de hábitats, incluyendo el chaparral, los bosques de robles, los bosques siempre verdes mixtos y los bosques montanos de coníferas.
Las cadenas montañosas en las que se encuentra incluyen Sierra Nevada, la cordillera de la Costa de California, la cordillera Peninsular, la cordillera de las Cascadas del sur y la cordillera Transversal. También es nativo de cuatro de las islas del Canal de California.

## Descripción
Leptosiphon parviflorus es una planta anual. Es variable en apariencia. El tallo puede tener unos pocos centímetros de largo o hasta 25 centímetros. Las hojas se dividen en varios lóbulos, a menudo de forma lineal, y de 1 a 2,5 centímetros de largo.
La inflorescencia es un racimo de varias flores que pueden ser de casi cualquier color, a menudo de tonos amarillos, rosados o blancos. Cada flor tiene un tubo largo y muy estrecho que puede exceder los 3 centímetros. Se expande en una garganta amarillenta y una corola plana con marcas violáceas en la base de cada lóbulo. El período de floración es de marzo a junio.